# Friedrich Ernst Feller

Das ganze der kaufmännischen Arithmetik. Titelblatt der Ausgabe von 1866

Friedrich Ernst Feller (* April 1802 in Dresden; † 5. September 1859 in Gotha; Pseudonym Eugen Haag) war ein deutscher Pädagoge, Handelsschullehrer und Autor.

## Leben
Feller wurde im April 1802 in Dresden geboren. Er besuchte das Gymnasium in Dresden und wurde Handlungslehrling bei W. A. Kaißner in Dresden. Von 1823 bis 1825 war er Kassierer bei der Firma C. F. B. Zeis in Dresden. Danach versuchte er sich durch Privatstudien für die Universität vorzubereiten. 1827 bestand er sein Examen an der Thomasschule und studierte nun Philosophie, Pädagogik, Mathematik und Geschichte.
1830 wurde Feller Lehrer für französische Sprache an der Hochfürstlichen Landesschule in Gera, 1832 an der Handelsschule in Leipzig und 1839 Lektor der englischen Sprache an der Universität Leipzig vom Wintersemester 1839 bis zum Wintersemester 1847. Feller hatte auch zum Dr. phil. promoviert. 1848 übernahm er die Leitung der Handelsschule zu Gotha, die er bis zu seinem Tode innehatte. 
Der F. A. Brockhaus Verlag (Leipzig) nannte ihn in der neunten (1848) und zehnten Auflage seines Konversations-Lexikons als Mitarbeiter.
Feller gab zahlreiche Wörterbücher und Lehrbücher in deutscher, englischer, französischer und italienischer Sprache heraus. Wichtig war seine Zusammenarbeit mit Carl Gustav Odermann. Nach seinem Tode fertigte Schieferdecker eine Lithografie von Feller an, Portrait von Dr. F. E. Feller, Director der öff. Handelsschule zu Gotha, die von seinem Verleger Otto August Schulz über den Buchhandel vertrieben wurde. Sein Freund und Kollege Odermann ehrte ihn 1859  mit einer Widmung: Herrn Dr. Friedrich Ernst Feller, Director der Handelsschule zu Gotha, ein Zeichen aufrichtiger Hochachtung und Freundschaft.

## Leistungen
Der Feller-Odermann war das am meisten verbreitete Lehrbuch der Arithmetik des 19. und 20. Jahrhunderts in deutscher Sprache. Der wohl berühmteste Leser dieses Buches war Karl Marx.

## Würdigungen
„Am 6. Sept. in Gotha der Director der dasigen Handelslehranstalt Dr F. E. Feller, im 58. Lebensjahr.“

„Am 5. Sept. zu Gotha Dr. Fr. Ernst Feller, seit 1818 Director der dasigen Handelslehranstalt, vorher seit 1832 Lehrer der Handelswissenschaft u. der neueren Sprachen an der Handelsschule zu Leipzig und seit 1839 zugleich Lector der englischen Sprache an der Universität, Verfasser der Schriften „Archiv der Staatspapiere“ 1830. 3. umgearb. Aufl. 1843, „Exercices de la langue française“ 1830, „Nouveaux exercices“ etc. 1841. 2. Aufl. 1843, „Exercises of the Genius of the english language“ 1838. 2. Aufl. 1853, „Das Ganze der kaufmänn. Arithmetik“ mit C. G. Odermann 1842. 7. Aufl. 1859, mehrerer in wiederholten Auflagen erschienenen Wörterbücher der englischen, französischen und italienischen Sprachen und von anderen, früher auch Mitarbeiter an dieser Zeitschrift, im 58. Lebensjahre.“

„Bleibendes Verdienst um die Ermittelung und Vervollkommnung einer geeigneten Methode für den Unterricht in den Handelswissenschaften haben sich die Direktoren der Oeffentlichen Handelslehranstalt zu Leipzig, Daniel August Schiebe, Professor Dr. Carl Gustav Odermann und der Lehrer dieser Anstalt, Dr. Feller, später Direktor der Handelsschule in Gotha, erworben, ihre Fachschriften waren bahnbrechend. Noch heute sind verschiedene ihrer kaufmännischen Lehrbücher bei dem Unterrichte in den Handelswissenschaften an in- und ausländischen Handelsschulen im Gebrauch. Als Leiter von Handelslehranstalten waren diese Männer bestrebt, gründliche Belehrung mit zweckmässigen Übungen zu verbinden und dadurch klare Anschauung, sowie gute Fertigkeit in der Ausführung von kaufmännischen Arbeiten bei ihren Schülern zu erzielen.“

## Schriften (Auswahl)
- Archiv der Staatspapiere für Banquiers, Kaufleute und Kapitalisten; nebst den nöthigen Notizen über die Berechnung der Staats-Papiere und den Zustand der Staats-Schulden. Immanuel Müller, Leipzig 1830 Digitalisat
- William Shakespeare: King Henry IV. Drama in two parts. Mit kritischen, historischen, besonders aber mit erklärendenNoten für den Gebrauch in höhern Lehranstalten. Baumgärtner’s Buchhandlung, Leipzig 1830
- Exercices du génie de la Langue française. Ein Uebungsbuch für diejenigen, welche sich mit dem Geiste der französischen Sprache vertraut machen und in den Regeln der Grammatik befestigen wollen. In Bezug auf die Hirzelsche Grammatik bearb. Sauerländer, Aarau 1830
- Deutsch-französisches Handwörterbuch für Correspondenten, enthält kaufmännische Wörter und Redensarten. Immanuel Müller, Leipzig 1831
- Deutsch-Englisches Handwörterbuch für Correspondenten, enthält kaufmännische Wörter und Redensarten, 400 verschiedene Wendungen, Briefe anzufangen und zu schließen und die nöthigen geographischen Notizen. Immanuel Müller, Leipzig 1832
- Romeo and Juliet. A tragedy in five acts by William Shakespeare. Mit erklärenden Noten, einer Erläuterung und einem Wörterbuche Baumgärtner’s Buchhandlung, Leipzig 1833 Digitalisat
- Archiv der Staatspapiere, enthaltend den Ursprung, die Einrichtung und den jetzigen Zustand der Staats-Anleihen nebst den nöthigen Notizen über die Berechnung der Staats-Effecten und den darin vorkommenden Geschäften. 2. gänzlich umgearb. Aufl. Immanuel Müller, Leipzig 1834 Digitalisat, Digitalisat
- Uebung im Uebersetzen aus dem Deutschen ins Französische. Eine Zugabe zu jeder französischen Sprachlehre. Von Dr. De Félice und Dr. F. E. Feller, Lehrern an der öffentlichen Handelslehranstalt in Leipzig. Georg Wigand, Leipzig 1836
- Practical mercantile correspondence. A collection of modern letters of business, with notes critical and explanatory, an analytical index, and an appendix, containing pro forma invoices, accounts-sales, bills of landing, and bills exchange by William Anderson. Mit Geschäfts- und spracherklärungen versehen. Scherbarth, Gera 1836
- Vollständiges Taschenwörterbuch der vier Hauptsprachen Europa’s. Nach den besten Hülfsmitteln bearbeitet Dr. Johann August Diezmann. Deutsch-Englisch-Französisch-Italienischer Theil. Zweiter neu durchges. Abdruck von F. E. Feller. Baumgärtner’s Buchhandlung, Leipzig 1836
- Universal-Lexikon der Handelswissenschaften, enthaltend: die Münz-, Maß- und Gewichtskunde, das Wechsel-, Staatspapier-, Bank- und Börsenwesen; das Wichtigste der höherennn Arithmetik, der Contorwissenschaft, Waarenkunde und Technologie, der Handelsgeschichte, Handelsgeographie und Statistik, des Seewesens, der Staatswirthschaft und Finanzwissenschaft, des Handelsrechts etc. etc.. Hrsg. von August Schiebe im Vereine mit Dr. Bender, Dr. Bülau, O. L. Erdmann, Dr. Feller (…) u. A. 3 Bde., Friedrich Fleischer/Gebrüder Schumann, Leipzig/Zwickau 1837–1839[8]
- Englands Gesetzgebung im Fallitenwesen von M. Straffort-Carey, Advocat in London und M. Fölix, Advocat beim Cour Royale in Paris. Deutsch bearb. von Dr. F. E. Feller, Lehrer an der öffentlichen Handels-Lehranstalt zu Leipzig. Verlag der J. C. Hinrichsschen Buchhandlung, Leipzig 1837
- Das Bankwesen in Beziehung auf das Königreich Sachsen. Öffentlichen Handels-Lehranstalt, Leipzig 1838 (Einladungsschrift zur Prüfung in der oeffentlichen Handels-Lehranstalt zu Leipzig 1838)
- Einige Worte über Lebensversicherungen. Johann Ambrosius Barth, Leipzig 1839
- Taschenbuch der englischen Aussprache und Lectüre in fortschreitenden Uebungen nebst Angabe der Aussprache durch Accente und Ziffern nach einer besondern Tabelle bestehend in interessanten Anekdoten und Bruchstücken aus den besten Autoren, anfangs mit Interlinear-Übersetzung von S. Johnson. Für Deutschland besonders umgearb. u. vervollst. 2., verb. Aufl. Baumgärtner, Leipzig 1840
- Das Ganze der kaufmännischen Arithmetik. Zum Gebrauche für Handels-, Real- u. Gewerb-Schulen, sowie zum Selbstunterricht für Geschäftsmänner überhaupt; nebst Nachtrag von F. E. Feller und C. G. Odermann. Otto August Schulz, Leipzig 1842
- Über die Banken. (Von einem schwedischen Fürsten). Deutsch von E. F. Feller, Dr. phil. Lehrer an der öffentlichen Handels-Lehranstalt und Lector publicus an der Universität zu Leipzig. Ernst Goetz, Leipzig 1843 Digitalisat
- Archiv der Staatspapiere enthaltend den Ursprung, die Einrichtung und den jetzigen Zustand der Staats-Anleihen, nebst den nöthigen Notizen über die Berechnung der Staats-Effekten und den darin vorkommenden Geschäften. 3. gänzlich umgearb. Aufl. Immanuel Müller, Leipzig 1843
- Actien-Archiv, oder, Handbuch für die Actien-Börse enthaltend das Nöthige über den Ursprung und Bestand der bekanntesten Actien-Unternehmungen hrsg. F. E. Feller. Immanuel Müller, Leipzig 1844 Digitalisat
- Dinarbas. A tale. Being a continuation of Rasselas, prince of Abissinia by Dr. Johnson. Mit Noten und einem Wörterbuche von Dr. F. E. Feller, Lehrer an der Handels-Schule in Leipzig. Nordhausen und Leipzig. Immanuel Müller, Leipzig 1844
- Uebungen zum Uebersetzen aus dem Deutschen ins Französische in grammatischer Reihenfolge. Eine Zugabe zu jeder französischen Sprachlehre. Von F. Courvoisier und Dr. F. E. Feller, Lehrern an der öffentlichen Handels-Lehranstalt zu Leipzig. 2. Aufl. C. J. Klemann 1845
- Das Ganze der kaufmännischen Arithmetik. Zum Gebrauche für Handels-, Real- u. Gewerb-Schulen, sowie zum Selbstunterricht für Geschäftsmänner überhaupt; nebst Nachtrag von F. E. Feller und C. G. Odermann. 2. sehr verb. u. verm. Aufl. Georg Wigand, Leipzig 1846
- Die Staatspapier- und Actien-Börse enthaltend Auskunft über alle bekannte Staats-, Provinzial-, Stadt- und standesherrliche Anlehen, über Pfandbriefe und Actien allerlei Art nebst den neuesten Aufstellungen der Staatsfinanzen Immanuel Müller, Leipzig 1846 Digitalisat
- Neues englisch-deutsches und deutsch-englisches Taschenwörterbuch … bearbeitet von den Dr. J. A. Diezmann, F. E. Feller und J. H. Kaltschmidt. Stereotyp-Ausgabe. 2 Bde., Leipzig 1846
- J. C. Nelkenbrecher’s allgemeines Taschenbuch der Münz-, Maß- und Gewichtskunde, der Wechsel-, Geld- und Fondscourse u. s. w. für Banquiers und Kaufleute, hrsg. von F. E. Feller, und mit neuen Münz-Tabellen versehen von H. C. Kandelhardt. 17. Aufl., Georg Reimer, Berlin 1848
- Practical mercantile correspondence. A collection of modern letters of business, with notes critical and explanatory, an analytical index, and an appendix, containing pro forma invoices, accounts-sales, bills of landing, and bills exchange by William Anderson. Mit Geschäfts- und Spracherklärungen versehen von F. E. Feller. 2. Aufl., Kanitz, Gera 1848
- Das Ganze der kaufmännischen Arithmetik für Handels-, Real- und Gewerb-Schulen sowie zum Selbstunterricht für Geschäftsmänner überhaupt von F. E. Feller und C. G. Odermann. 3., verm. und verb. Aufl. Otto August Schulz, Leipzig 1851
- Das Ganze der kaufmännischen Arithmetik für Handels-, Real- und Gewerbeschulen sowie zum Selbstunterricht für Geschäftsmänner überhaupt von F. E. Feller und C. G. Odermann. 4., verm. und verb. Aufl. Otto August Schulz, Leipzig 1853
- Handbuch der englischen Sprache. Nach einem neuen Plane bearbeitet von Dr. F. E. Feller. 2. Ausgabe. B. G. Teubner, Leipzig 1853
- Uebungsbuch für deutsch – englische Handelscorrespondenz. Ein Sammlung von 20 Serien über zusammenhängende Geschäfte. Baumgärtner’s Buchhandlung, Leipzig 1853
- Exercises on the Genius of the English language. Ein Übungsbuch für höhere Schulklassen und zur selbstständigen Fortbildung nach genossenem Unterricht. 2. verb. u. verm. Aufl. Baumgärtner’s Buchhandlung, Leipzig 1853
- New pocket dictionary English and German, to which is added a pocket companion for travellers, containing a collection of conversations, a geographical vocabulary and a table of coin, etc. (English-German Deutsch-englisch). 2. Vols. 3rd edition. B. G. Teubner, Leipzig 1854
- Das Ganze der kaufmännischen Arithmetik für Handels-, Real- und Gewerb-Schulen sowie zum Selbstunterricht für Geschäftsmänner überhaupt von F. E. Feller und C. G. Odermann. 5., verm. und verb. Aufl. Otto August Schulz, Leipzig 1855 Digitalisat
- Einige Worte über Zettel-Banken. Hugo Scheube, Gotha 1856
- Das Ganze der kaufmännischen Arithmetik. Zum Gebrauche für Handels-, Real- u. Gewerb-Schulen, sowie zum Selbstunterricht für Geschäftsmänner überhaupt; nebst Nachtrag von F. E. Feller und C. G. Odermann. 6. verm. und mit Rücksicht der im deutschen Münz- u. Gewichtswesen eingetretenen Veränderungen verb. Aufl. Otto August Schulz, Leipzig 1856
- New pocket dictionary English and German, to which is added a pocket companion for travellers, containing a collection of conversations, a geographical vocabulary and a table of coin, etc. 2. Vols. (English-German Deutsch-englisch). B. G. Teubner, 4th ed. Leipzig 1856
- Uebungsbuch für Deutsch-Englische Correspondenz. Eine Sammlung von zwanzig Serien über zusammenhängende Geschäfte. Baumgärtners Verlagsbuchhandlung, Leipzig 1857
- A New pocket dictionary english, german and french, containing all the words indispensable in daily conversation admirably adapted for the use of travellers. 3 Bde. 6. Aufl. B. G. Teubner, Leipzig 1857
- J. C. Nelkenbrecher’s allgemeines Taschenbuch der Münz-, Maass- und Gewichtskunde, der Wechsel-, Geld- und Fonds-Curse u. s. w. nebst alphabetischem Verzeichniss der Action-Gesellschaften. Bearbeitet von Dr. F. E. Feller und F. W. Grimm. Mit neuen Münz-Tabellen versehen von C. Neubauer. 18. Aufl. Georg Reimer, Berlin 1858 Bayerische Staatsbibliothek München online
- Dizionario Italiano – Tedesco e Tedesco – Italiano. Handwörterbuch der italienischen und deutschen Sprache. Zweite Aufl. 2 Th. B. G. Teubner 1859
- Das Ganze der kaufmännischen Arithmetik. Von Dr. F. E. Feller und Dr. C. G. Odermann. Für Handels-, Real- und Gewerb-Schulen, so wie zum Selbstunterricht für Geschäftsmänner überhaupt. 7. vermehrte und in Folge der im Münz- und Gewichtswesen eingetretenen Veränderungen zum Theil umgearbeitete Auflage. Otto August Schulz, Leipzig 1859
- Schlüssel zur kaufmännischen Correspondenz, deutsch-englisch-französisch. Eine Sammlung kaufmännischer Musterphrasen aus allen Geschäftszweigen, nebst den im Rechnungswesen vorkommenden ausdrücken von Dr. Johann Georg Flügel. 3. Aufl. verm. Und verb. Von Dr. F. E. Feller. J. Kinklhardt, Leipzig 1860